# L'Ordinateur individuel
L'Ordinateur Individuel (L'OI) était une revue d'informatique mensuelle grand public, créée en octobre 1978 par le groupe Tests et intégrée depuis dans 01net.

## Description
L'équipe initiale est constituée de Jean-Pierre Nizard (éditeur) et Bernard Savonet (rédacteur en chef), sous la direction de Jean-Luc Verhoye.
Une nouvelle formule est adoptée en juillet 2008. À la suite du rachat en septembre 2009 de Science et Vie Micro (SVM), les deux titres fusionnent en septembre 2010 pour devenir L'Ordinateur individuel-SVM. Une nouvelle fusion intervient en avril 2013 avec Micro Hebdo, autre titre du groupe, créé en 1998. Les deux magazines sont arrêtés. Un nouveau titre est lancé, quinzomadaire, sous la marque 01net. Delphine Sabattier, ancienne rédactrice en chef de SVM, est rappelée pour ce lancement et dirige la rédaction aux côtés de Jean-Joël Gurviez, ex-éditeur des mensuels Capital et Management.